# 피어스 에어록

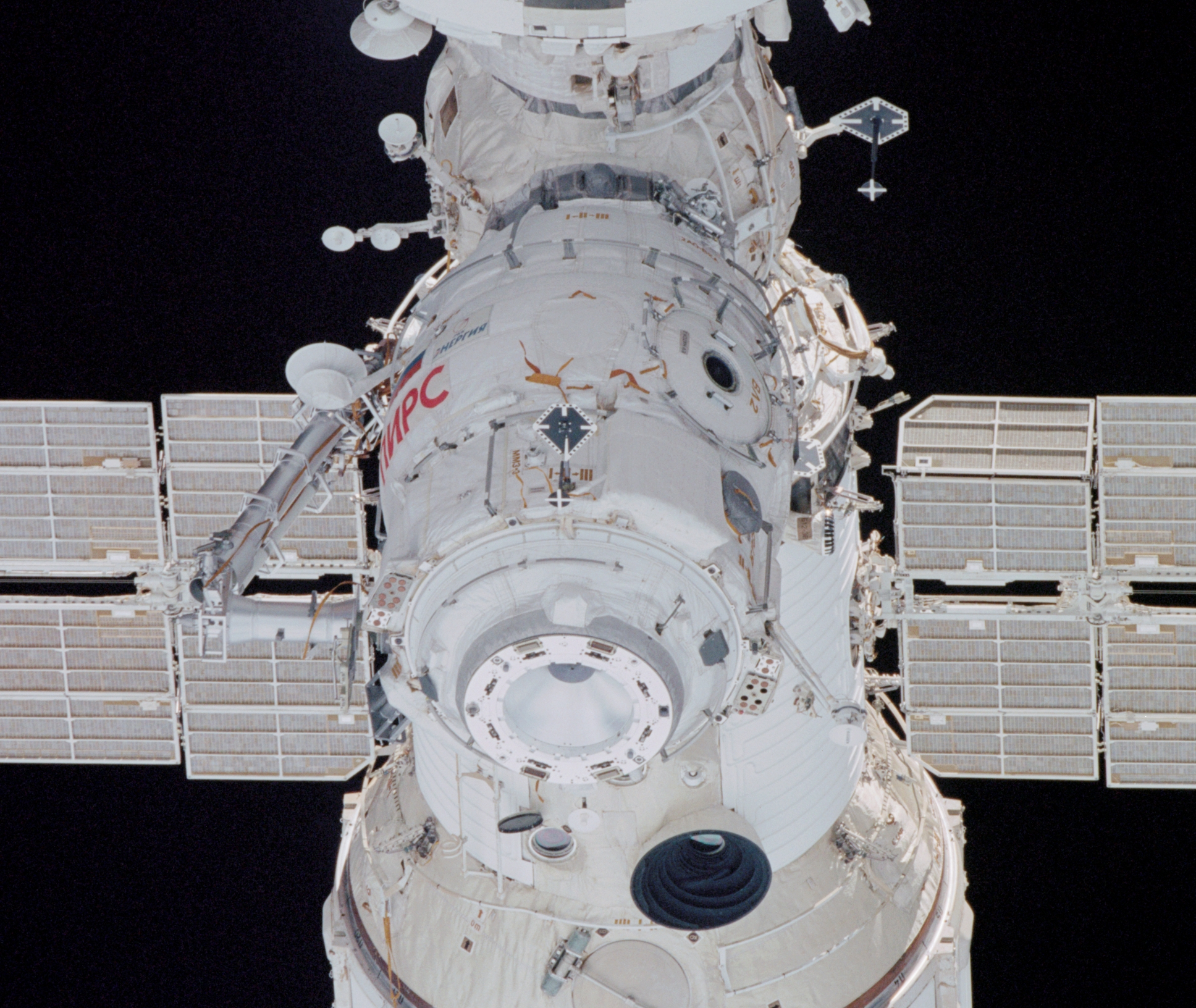
피어스 에어록

피어스 에어록(또는 피어스 도킹 모듈)은 2001년 8월 14일 발사된 국제 우주 정거장의 모듈 중 하나이다. 세 번의 우주 유영을 통해 서비스 모듈인 즈베즈다에 연결되었다.

## 기관
소유스 우주선과 프로그레스 화물선이 도킹할 수 있는 기능, 우주 비행사들의 우주 유영을 지원하는 기능을 갖추고 있다. 그리고 프로그레스 화물선을 통해 싣고 온 연료를 즈베즈다 서비스 모듈과 자리야 모듈의 추진 장치로 전달할 수도 있다.